# Brentwood (Washington D. C.)

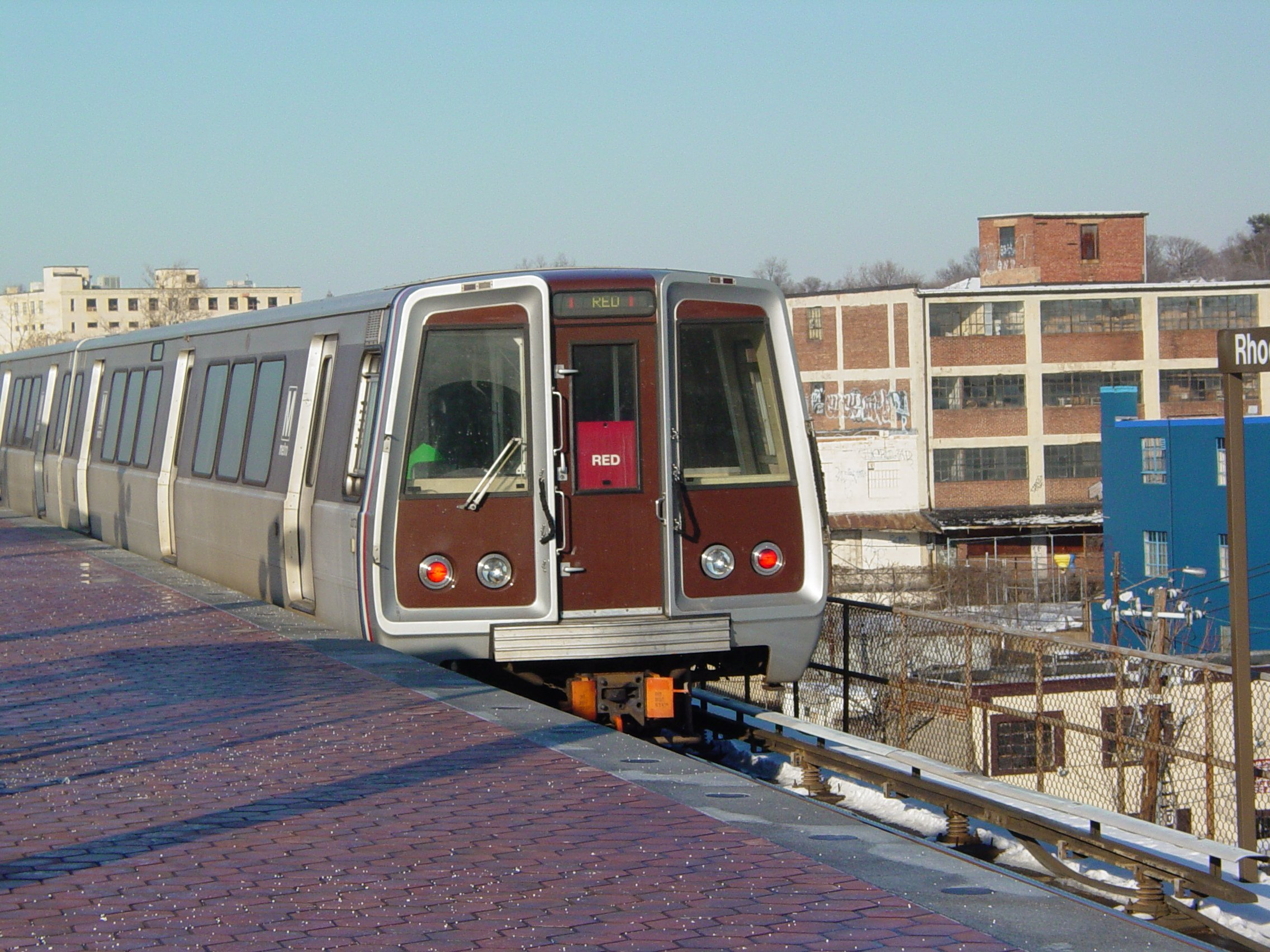
Estación de Metro de Rhode Island-Brentwood, la única que da servicio al barrio de Brentwood.

Brentwood es un barrio del noroeste de Washington D. C. (Washington D. C.), llamado así tras la construcción de la Mansión Brentwood en 1817 por Robert Brent, primer alcalde de Washington D. C.
Brentwood es de geografía trapezoidal. Está limitado por la avenida de Nueva York al sur, la avenida Montana al este, la avenida de Rhode Island al norte, y las vías de la línea roja del Metro de Washington al oeste.
Es más conocida por el incidente que tuvo lugar en octubre de 2001, cuando dos cartas contaminadas con esporas de Bacillus anthracis y que iban dirigidas a dos miembros del senado de los Estados Unidos acabaron con la vida de Joseph Curseen y Thomas Morris, dos trabajadores del centro de proceso y distribución de correo. El edificio, de unos 2 km², se cerró el 21 de octubre de 2001 debido al peligro de contraer ántrax maligno. Su posterior reapertura se produjo el 21 de diciembre de 2003.
- Datos: Q3298734